# 阿尔本加
阿尔本加是意大利利古里亚大区萨沃纳省的一个市镇，位于热那亚湾畔。

## 友好城市
- 匈牙利道包什 2004年

1. ↑  . terms.naer.edu.tw.   [2022-08-01]. （原始内容存档于2022-08-01）.